# Aviom

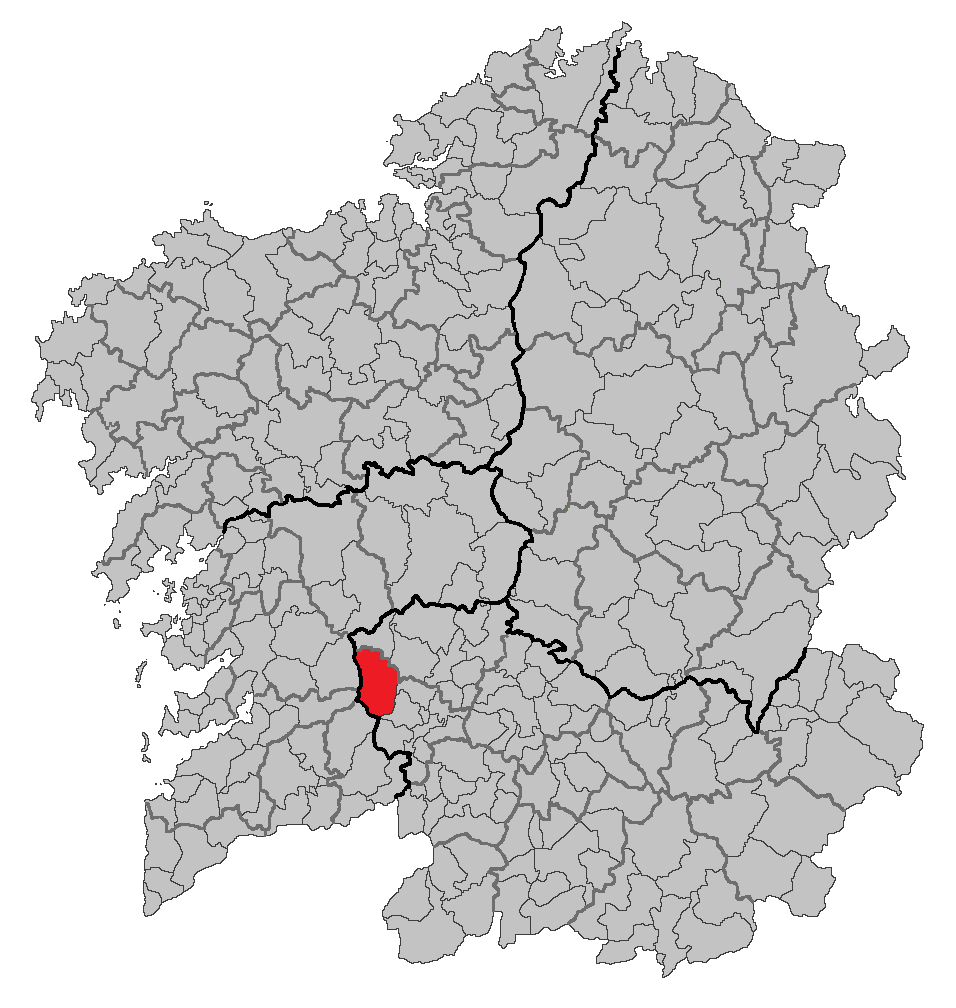
Localização de Aviom

Aviom (Avión) é um município da Espanha na província 
de Ourense, 
comunidade autónoma da Galiza, de área 120,6 km² com 
população de 2693 habitantes (2007) e densidade populacional de 22,33 hab./km².

## Demografia
| Variação demográfica do município entre 1991 e 2004 | Variação demográfica do município entre 1991 e 2004 | Variação demográfica do município entre 1991 e 2004 | Variação demográfica do município entre 1991 e 2004 |
| --------------------------------------------------- | --------------------------------------------------- | --------------------------------------------------- | --------------------------------------------------- |
| 1991                                                | 1996                                                | 2001                                                | 2004                                                |
| 3549                                                | 3001                                                | 2775                                                | 2804                                                |